# Symetra Tour
Il Symetra Tour, precedentemente noto come LPGA Futures Tour oppure Duramed Futures Tour, è il tour ufficiale di sviluppo e qualificazione dell'LPGA Tour, aperto sia a giocatrici professioniste che amatoriali.

## Storia
La competizione fu fondata a Florida nel 1981 con il nome di Tampa Bay Mini Tour. Divenne ufficialmente noto con il nome di Futures Golf Tour nel 1983 e a partire dal 1999 fu introdotto come tour ufficiale di sviluppo dell'LPGA Tour (il massimo circuito statunitense del golf femminile).
Grace Park, Marilyn Lovander e Audra Burks furono le prime giocatrici a qualificarsi automaticamente all'LPGA Tour finendo rispettivamente prima, seconda e terza nella Futures Golf Tour Money List.
L'età minima per prendervi parte venne abbassata a 17 anni prima dell'inizio della stagione 2006. Il 18 luglio 2007 la Ladies Professional Golf Association annunciò di aver acquisito il Futures Tour, sino ad allora licenziatario (licensee) della stessa, con effetto immediato.
Tra le stagioni 2006 e 2010 Duramed, una casa farmaceutica, fu lo sponsor ufficiale del tour. Dalla stagione 2012 la compagnia di assicurazione statunitense Symetra venne scelta come nuovo sponsor ufficiale e il circuito fu conseguentemente rinominato come Symetra Tour.

## Giocatrici
Possono prendere parte al Symetra Tour giocatrici provenienti da tutto il mondo.
Tra le più note golfiste che hanno partecipato alla competizione figurano Laura Davies, Meaghan Francella, Cristie Kerr, Christina Kim, Mo Martin, Lorena Ochoa, Grace Park, Stacy Prammanasudh, Sherri Steinhauer, e Karrie Webb.

## Cronistoria e montepremi
| Anno | Numero di tornei | Montepremi totale in dollari | Montepremi per torneo in dollari |
| ---- | ---------------- | ---------------------------- | -------------------------------- |
| 2006 | 19               | 1,425,000                    | 75,000                           |
| 2007 | 19               | 1,585,000                    | 83,421                           |
| 2008 | 18               | 1,710,000                    | 95,000                           |
| 2009 | 17               | 1,795,000                    | 105,588                          |
| 2010 | 17               | 1,920,000                    | 112,941                          |
| 2011 | 16               | 1,765,000                    | 110,313                          |
| 2012 | 16               | 1,755,000                    | 109,688                          |
| 2013 | 15               | 1,625,000                    | 108,333                          |
| 2014 | 20               | 2,250,000                    | 112,500                          |
| 2015 | 23               | 2,420,000                    | 105,217                          |
| 2016 | 23               | 3,125,000                    | 135,870                          |
| 2017 | 22               | 2,950,000                    | 134,091                          |
| 2018 | 21               | 2,990,000                    | 142,381                          |
| 2019 | 23               | 4,000,000                    | 173,913                          |
| 2020 | 10               | 1,625,000                    | 162,500                          |
| 2021 | 20               | 3,800,000                    | 190,000                          |
| 2022 | 21               | 4,410,000                    | 210,000                          |

## Premi
- The Player of the Year Award viene assegnato al giocatore che guida la lista dei premi alla fine della stagione.
- The Gaëlle Truet Rookie of the Year Award viene assegnato al giocatore che gareggia nella sua prima stagione da professionista che finisce più in alto nella Money List del Symetra Tour. Truet era un membro del Tour che è rimasto ucciso in un incidente d'auto durante la stagione 2006. Il premio è stato ribattezzato in suo onore a partire dal 2006.
- The Trainor Award è stato assegnato ogni anno dal 1999 a un individuo o un gruppo che ha dato un contributo significativo al golf femminile. Prende il nome dal fondatore ed ex presidente del Tour, Eloise Trainor.
- LHeather Wilbur Spirit Award viene assegnato ogni anno dal 2003 a un giocatore del Symetra Tour che "esemplifica al meglio la dedizione, il coraggio, la perseveranza, l'amore per il gioco e lo spirito verso il raggiungimento degli obiettivi come golfista professionista". Prende il nome in memoria di Heather Wilbur, una giocatrice quadriennale del Futures Tour morta di leucemia nel 2000 all'età di 27 anni.

| Anno | Player of the Year   | Rookie of the Year | Trainor Award                      | Heather Wilbur Spirit Award |
| ---- | -------------------- | ------------------ | ---------------------------------- | --------------------------- |
| 2022 | Linnea Ström         | Yin Xiaowen        |                                    |                             |
| 2021 | Lilia Vu             | Amanda Doherty     | N.D.                               | Nannette Hill               |
| 2020 | Ana Belac            | Ana Belac          | N.D.                               | N.D.                        |
| 2019 | Perrine Delacour     | Patty Tavatanakit  | N.D.                               | N.D.                        |
| 2018 | Ruixin Liu           | Linnea Ström       | Jim e Denise Medford               | Portland Rosen              |
| 2017 | Benyapa Niphatsophon | Hannah Green       | Potawatomi Tribù nazionali         | Laura Wearn                 |
| 2016 | Madelene Sagström    | Madelene Sagström  | John Ritenour e Valli Ritenour     | Ally McDonald               |
| 2015 | Annie Park           | Annie Park         | Walt Lincer                        | Casey Grice                 |
| 2014 | Marissa Steen        | Min Lee            | Mike Vadala                        | Min Seo Kwak                |
| 2013 | P.K. Kongkraphan     | Giulia Molinaro    | Kyung Ahn Moon                     | Melissa Eaton               |
| 2012 | Esther Choe          | Mi Hyang Lee       | Zayra Calderon                     | Nicole Jeray                |
| 2011 | Kathleen Ekey        | Sydnee Michaels    | n/a                                | Izzy Beisiegel              |
| 2010 | Cindy LaCrosse       | Jennifer Song      | Executive Women's Golf Association | Mo Martin                   |
| 2009 | Mina Harigae         | Mina Harigae       | Renee Powell                       | Malinda Johnson             |
| 2008 | Vicky Hurst          | Vicky Hurst        | Jocelyne Bourassa                  | Katie Fraley                |
| 2007 | Emily Bastel         | Violeta Retamoza   | Cynthia Rihm                       | Jenny Hansen                |
| 2006 | Song-Hee Kim         | Song-Hee Kim       | Sherrin Smyers                     | Katie Connelly              |
| 2005 | Seon-Hwa Lee         | Sun Young Yoo      | Karrie Webb                        | Salimah Mussani             |
| 2004 | Jimin Kang           | Aram Cho           | Decatour Comitato delle donne      | Lindsey Wright              |
| 2003 | Stacy Prammanasudh   | Soo Young Moon     | Wilma Gilliland                    | Heather Wilbur              |
| 2002 | Lorena Ochoa         | Lorena Ochoa       | Bob Hirschman and Connie Shorb     |                             |
| 2001 | Beth Bauer           | Beth Bauer         | Diane Lewis                        |                             |
| 2000 | Heather Zakhar       | Jamie Hullett      | Betty Puskar                       |                             |
| 1999 | Grace Park           |                    | Lew Williams                       |                             |
| 1998 | Michelle Bell        |                    |                                    |                             |
| 1997 | Marilyn Lovander     |                    |                                    |                             |
| 1996 | Vickie Moran         |                    |                                    |                             |
| 1995 | Patty Ehrhart        |                    |                                    |                             |
| 1994 | Marilyn Lovander     |                    |                                    |                             |
| 1993 | Nanci Bowen          |                    |                                    |                             |
| 1992 | Jodi Figley          |                    |                                    |                             |
| 1991 | Kim Williams         |                    |                                    |                             |
| 1990 | Denise Baldwin       |                    |                                    |                             |
| 1989 | Jennifer MacCurrach  |                    |                                    |                             |
| 1988 | Jenny Lidback        |                    |                                    |                             |
| 1987 | Laurel Kean          |                    |                                    |                             |
| 1986 | Tammie Green         |                    |                                    |                             |
| 1985 | Tammie Green         |                    |                                    |                             |
| 1984 | Penny Hammel         |                    |                                    |                             |